# Keiji Haino

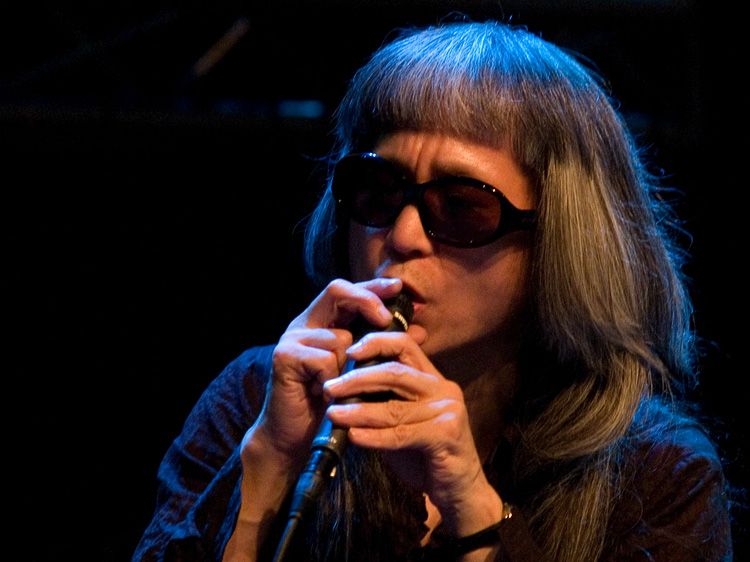
Keiji Haino (Moers Festival 2007)

Keiji Haino (jap. 灰野 敬二 Haino Keiji; * 3. Mai 1952 in Chiba, Japan) ist ein japanischer Multi-Instrumentalist (Gitarre, Stimme, Drehleier, Perkussion, Elektronik, ethnische Instrumente) und Komponist. Er zählt zu den wichtigen musikalischen Grenzgängern zwischen Free Jazz, Japanoise und Rockmusik und lebt zurzeit in Tokio.

## Wirken
Haino beschäftigte sich beeinflusst durch Antonin Artaud zunächst mit Theater, bevor er 1970 das Improvisationsensemble Lost Aaraaff gründete. Mitte der 1970er Jahre arbeitete er mit Magical Power Mako und dem Filmkomponisten Toru Takemitsu zusammen. Dann betrieb er zahlreiche Bands und Projekte wie God’s Orchestra White One Man Theatre, Fushitsusha, Nijiumu, Vajra, Aihiyo, Knead (with Ruins), Head Rush und Sanhedrin. Weiterhin ist er als Solist aufgetreten, aber auch im Duo oder Trio mit Improvisationsmusikern wie Kazutoki Umezu, John Zorn, Bill Laswell, Peter Brötzmann, Thurston Moore, Tony Conrad, Mayo Thompson, Hans Reichel, Christian Marclay, Fred Frith oder Lee Konitz. 
Er spielte sowohl mit Ensembles wie Zeitkratzer, Faust oder AMM als auch im Duo Kikuri mit Merzbow und ist bei zahlreichen internationalen Festivals weltweit aufgetreten. Anders als sein Frühwerk ist sein Schaffen ab den 1980er Jahren sehr dicht dokumentiert.

## Diskografie
- Watashi Dake (1981)
- Kaii Abe (1982)
- Nijiumu (1990)
- Live in the first year of the Heisei, Volume One (mit Kan Mikami und Motoharu Yoshizawa) (1990)
- Live in the first year of the Heisei, Volume Two (mit Kan Mikami und Motoharu Yoshizawa) (1990)
- Live at Lazyways, Koenji, Tokyo (mit Toshi Ishizuka) (1992)
- Itsukushimi (Affection) (1992)
- <live> 30 – June – 1992 (1992)
- Execration that accept to acknowledge (1993)
- Ama No Gawa (Milky Way) (1993)
- Guitar Works (7") (1994)
- Beginning and End, Interwoven (1994)
- Hikari=Shi (light=death) (Maki Miura, Keiji Haino, Ogreish Organism) (1994)
- Two strings will do it (Barre Phillips, Keiji Haino, Sabu Toyozumi) (1994)
- Live at Downtown Music Gallery (Keiji Haino/Loren Mazzacane Connors) (1995)
- A Challenge to Fate (1995)[2]
- Tenshi No Gijinka (1995)
- I said, This Is the Son of Nihilism (1995)
- Twenty-first Century Hard-y Guide-y Man (1995)
- Etchings in the Air (Barre Phillips/Keiji Haino) (1996)
- Evolving Blush or Driving Original Sin (mit Peter Brötzmann) (1996)
- Gerry Miles (mit Alan Licht) (1996)
- The Book of "Eternity Set Aflame" (1996)
- Saying I love you, I continue to curse myself (1996)
- Drawing Close, Attuning—The Respective Signs of Order and Chaos (mit Derek Bailey) (1997)
- Vol. 2 (Keiji Haino und Loren Mazza Cane Connors) (1997)
- Keeping on breathing (1997)
- Sruthi Box (Promotional Release) (1997)
- So, black is myself (1997)
- The 21st Century Hard-y Guide-y Man (1998)
- Incubation (mit Musica Transonic) (1998)
- Black: Implication Flooding (mit Boris) (1998)
- Even Now, Still I Think (1998)
- An Unclear Trial: More Than This (mit Greg Cohen und Joey Baron) (1998/1999)
- Y (mit Jean-François Pauvros) (2000)
- The Strange Face (mit Shoji Hano) (2000)
- Shadow – Live in Wels, Austria (mit Shoji Hano & Peter Brötzmann) (2000)
- Ichioku to ichibanme no inori o michibiki daseba ii (mit Coa) (2000)
- Songs (mit Derek Bailey) (2000)
- Abandon all words at a stroke, so that prayer can come spilling out (2001)
- Until Water Grasps Flame (mit Tatsuya Yoshida) (2002)
- Mazu wa iro o nakusouka!! (2002)
- Free Rock (Doo-Dooettes + Keiji Haino + Rick Potts) (2002)
- "C’est parfait" endoctriné tu tombes la tête la première (2003)
- Hikari yami uchitokeaishi kono hibiki (2003)
- Koko (2003)
- Live at Cafe Independents Friday 23. January. 2004 (Keiji Haino, Tatsuya Yoshida & Mitsuru Natsuno + Bus Ratch) (2004)
- Tayu tayu to tadayoitamae kono furue (mit Michihiro Sato) (2004)
- Next Let’s Try Changing the Shape (2004/2005)
- Black Blues (soft version) (2004)
- Black Blues (violent version) (2004)
- Uchu Ni Karami Tsuite Iru Waga Itami (2005)
- kono kehai fujirareteru hajimarini (2005)
- Reveal’d to none as yet – an experience to utterly vanish consciousness while still alive (2005)
- New Rap (mit Tatsuya Yoshida) (2006)
- Homeogryllus japonicus Orchestra 2004 (mit Mamoru Fujieda) (2006)
- Animamima (mit Sitaar Tah!) (2006)
- Yaranai ga dekinai ni natte yuku (2006)
- Mamono (mit KK Null) (2006)
- Cosmic Debris, Vol.III (mit My Cat Is an Alien) (2007)
- Uhrfasudhasdd (mit Tatsuya Yoshida) (2008)
- Pulverized Purple (mit Masami Akita) (2008)
- Imikuzushi (mit Jim O’Rourke und Oren Ambarchi) (2012)
- Nazoranai (mit Oren Ambarchi and Stephen O’Malley) (2012)
- Now While It’s Still Warm Let Us Pour in All The Mystery (mit Jim O’Rourke und Oren Ambarchi) (2013)
- Only Wanting to Melt Beautifully Away... (mit Jim O’Rourke und Oren Ambarchi) (2014)
- An Untroublesome Defencelessness (mit Merzbow and Balázs Pándi) (2016)
- Light Never Bright Enough (mit John Butcher) (CD/LP 2017)
- American Dollar Bill – Keep Facing Sideways, You’re Too Hideous to Look at Face On (mit Sumac) (2018)
- The intellect given birth to here (eternity) is too young (mit Peter Brötzmann) (2022)
- Into This Juvenile Apocalypse Our Golden Blood to Pour Let Us Never (mit Sumac) (2022)

Vajra
- Tsugaru (1995)
- Chiru-Ha/Ozakijinjya (CD-Single) (1995)
- Ring (1996)
- Sichisiki (The Seventh Consciousness) (1997)
- Sravaka (1998)
- Mandala Cat Last (2002)
- Live 2007 (2007)

Aihiyo
- Aihiyo (1998)
- Second Album (2000)

Black Stage
- Black Stage (mit Natsuki Kido & Yuji Katsui) (1996)

Purple Trap
- Soul’s True Love (4CD) (1995)
- Decided... Already The Motionless Heart Of Tranquility, Tangling The Prayer Called "I" (1999)

Knead
- 1st (2002)
- This melting happiness - I want you to realize that it is another trap (2003)

Sanhedolin
- Manjoicchi wa muko (2005)

Lost Aaraaff
- untitled (1991)

Nijiumu
- Era of Sad Wings (1993)
- Live